# Маліївка (Баштанський район)
Малі́ївка — село в Україні, у Березнегуватській селищній громаді Баштанського району Миколаївської області. Населення становить 1032 особи.

## Історія
Село засноване у 1812 р. переселенцями з Білорусі. Тому сьогодні населення Маліївки говорить досить специфічним діалектом: суміш російської, білоруської та української мов.
Сільським господарством колишнього колгоспу володіє аграрна компанія, на яку сьогодні працює більшість працездатного населення села.